# Conger triporiceps
Conger triporiceps är en fiskart som beskrevs av Kanazawa, 1958. Conger triporiceps ingår i släktet Conger och familjen havsålar. Inga underarter finns listade i Catalogue of Life.